# إلمر بومان
إلمر بومان (بالإنجليزية: Elmer Bowman)‏ هو لاعب كرة قاعدة أمريكي، ولد في 19 مارس 1897 في بروكتور في الولايات المتحدة، وتوفي في 17 ديسمبر 1985 في لوس أنجلوس في الولايات المتحدة.